# Домлян
До́млян (болг. Домлян) — село в Пловдивській області Болгарії. Входить до складу общини Карлово.

## Населення
За даними перепису населення 2011 року у селі проживали 405 осіб.
Національний склад населення села:
| Національність   | Кількість осіб | Відсоток |
| ---------------- | -------------- | -------- |
| болгари          | 386            | 95,5%    |
| цигани           | 13             | 3,2%     |
| Всього відповіли | 404            |          |

Розподіл населення за віком у 2011 році:
Динаміка населення: